# Endless chain〜きみという時の流れよ〜
「endless chain〜きみという時の流れよ〜」（エンドレス・チェイン きみというときのながれよ）は、稲垣潤一の曲。2001年11月発売のアルバム『endless chain』に収録され、翌2002年に「カナリア諸島にて」とのカップリングで両A面シングル『カナリア諸島にて/endless chain〜きみという時の流れよ〜』としてシングル・カットされた。
TBS系『噂の!東京マガジン』エンディング・テーマに使用された。

## 解説
『カナリア諸島にて/endless chain〜きみという時の流れよ〜』（カナリアしょとうにて/エンドレス・チェイン きみというときのながれよ）は、稲垣潤一の42枚目のシングルとして、2002年2月27日にリリースされた。
「カナリア諸島にて」は大瀧詠一のカバーで、テレビ朝日系『トゥナイト2』エンディング・テーマに使用された。
稲垣のシングルで大瀧の提供曲は、過去に「バチェラー・ガール」がある（稲垣がオリジナルで、大瀧が後にカバー）。稲垣が大瀧の楽曲をカバーした楽曲は他に、1990年発売のアルバム『Self Portlait』に収録された「恋するカレン」がある。

## 収録曲
1. カナリア諸島にて
  - 作詞:松本隆、作曲:大瀧詠一、編曲:塩入俊哉
2. endless chain～きみという時の流れよ～
  - 作詞:ゆき、作曲:谷脇仁美、編曲:桑村達人
3. カナリア諸島にて（オリジナル・カラオケ）
4. endless chain～きみという時の流れよ～ （オリジナル・カラオケ）